# RD-8
O RD-8 (em russo:  РД-8 ou 11D513 é um motor de foguete de combustível líquido ucraniano que queima uma mistura LOX/RG-1 num ciclo de combustão em estágios. O RD-8 possui quatro câmaras de combustão que se movimentam e permitem o empuxo vetorial de ±33° num único eixo. Foi projetado no Yuzhnoye Design Bureau para uso no segundo estágio do foguete Zenit. Ele tem sido combinado com o motor RD-120 como propulsor principal.